# Parque de la Paz
El Parque de la Paz, llamado también Parque Metropolitano de la Paz, se encuentra situado en la localidad de San Sebastián, perteneciente al cantón de San José, al sur de la ciudad homónima, capital de Costa Rica. Es el segundo espacio público cantonal más grande y se estima que recibe más de 500.000 visitantes al año.

## Historia
Se planeó con el embellecimiento y modernización de la periferia de la ciudad de San José mediante la construcción de un Centro Cívico Nacional y un Anillo de Renovación Urbana. El proyecto fue apoyado en el gobierno de Francisco Orlich Bolmarcich (1962-1966) pero no se pudo iniciar por las graves consecuencias de las erupciones de ceniza de volcán Irazú.
Durante el gobierno de Daniel Oduber Quirós (1974-1978), el Estado se interesó de nuevo en la idea de construir un extenso parque en San Sebastián, que sería de gran importancia para sus residentes, mayoritariamente de ingresos medios y bajos, sin lograr mayores avances en su gestión.
En 1986, el ministro de Cultura de ese entonces, Guido Sáenz González,  por encargo del gobierno de Óscar Arias Sánchez, comenzó a negociar los terrenos para construir el Parque de la Paz, la mayoría eran plantaciones de cafetales. Para pagarlos, el gobierno emitió bonos que compró la Caja Costarricense de Seguro Social. 
El creador del proyecto fue Sáenz, y como Ministro de Cultura, fue responsable además del Museo de Arte Costarricense y el Parque Metropolitano de La Sabana, la Plaza de la Cultura y la remodelación del Teatro Melico Salazar. Se hizo cargo del proyecto el arquitecto Antonio Quesada, quien diseñó el parque, al igual que el de La Sabana en 1976. La primera etapa del parque se inauguró el 16 de septiembre de 1989.

## Instalaciones
En el parque se encuentran instalaciones como un velódromo, la pista de hockey y un espacio donde se celebran conciertos. También hay múltiples canchas de fútbol y basketball, así como lagos.